# Stálkov
Stálkov (německy Stallek) je vesnice, část města Slavonice v okrese Jindřichův Hradec v Jihočeském kraji. Leží šest kilometrů severozápadně od Slavonic v nadmořské výšce 637 metrů. Malá obec, ve které žilo německé obyvatelstvo, po roce 1918 s českou menšinou, po roce 1945 české obyvatelstvo. V roce 1850 měla obec podle Vlastivědy moravské (vydání 2005) 335 obyvatel a katastr obce měl v té době výměru 774 hektarů. Ve vesnici je po dobu letní turistické sezóny provozována ubytovna pro cyklisty. Obcí prochází i značené cyklotrasy a turistické stezky. V okolí vesnice je řada rybníků a neposkvrněná příroda je v létě cílem mnoha letních táborů mládeže, zvláště z Brna.

## Historie
První písemná zmínka v historických písemných pramenech o vsi Stálkov se datuje k roku 1399, kdy Heřman z Hradce prodal Janovi z Kravař mimo další vsi i Stálkov. V roce 1459 patřil Stálkov k bílkovskému statku. Od roku 1597 náležela ves k rudoleckému panství až do roku 1849. V roce 1843 žilo ve vsi podle vceňovacího operátu 309 obyvatel ve 45 domech a 68 domácnostech. Desátky se odváděly panství Český Rudolec a faře ve Slavonicích. Na pondělní týdenní trhy se jezdilo do Slavonic.

## Přírodní poměry
V blízkém okolí obce se nachází jednak řada skalních útvarů, vzniklých působením procesů zvětrávání a odnosu landštejnské žuly, jednak doklady po starých plužinách. Základním tvarem zvětrávání žuly jsou strukturně podmíněné nízké žulové klenby, rozdělené systémy vertikálních a i subhorizontálních puklin na bloky různé šířky a velikosti. Příkladem takové klenby může být i Bukový vrch (720 metrů), vpravo od silnice ze Stálkova do Matějovce. Původně kompaktní žulové klenby se rozvolňují podle puklin na různě velké skupiny žokovitých balvanů, které spočívají jak na skalních podstavách původních kleneb, tak v rozvolněných sestavách, které podlehly destrukci a po sesutí vytvářejí řadu bizarních útvarů. Větším seskupením skalek a balvanů vznikají menší skalní města. Východní částí katastru Stálkova prochází naučná stezka ze Slavonic do Českého Rudolce, vedoucí kolem několika skalních skupin s typickými ukázkami zvětrávání žuly. V lese vpravo od silnice ze Stálkova do Matějovce, se na plošině s několika drobnými žulovými klenbami zachovala i část zaniklé plužiny, s dobře patrnými řadami mezí.
Severovýchodně od vesnice leží přírodní památka Velký Troubný.

## Obyvatelstvo
| Rok            | 1869 | 1880 | 1890 | 1900 | 1910 | 1921 | 1930 | 1950 | 1961 | 1970 | 1980 | 1991 | 2001 | 2011 | 2021 |
| -------------- | ---- | ---- | ---- | ---- | ---- | ---- | ---- | ---- | ---- | ---- | ---- | ---- | ---- | ---- | ---- |
| Počet obyvatel | 310  | 291  | 294  | 267  | 232  | 211  | 218  | 92   | 102  | 84   | 63   | 43   | 42   | 34   | 37   |
| Počet domů     | 48   | 53   | 45   | 47   | 46   | 47   | 52   | 46   | 29   | 23   | 19   | 24   | 25   | 26   | 29   |

## Obecní správa
Stálkov byl samostatnou obcí a do roku 1849 byl součástí panství Dačice v Jihlavském kraji. V letech 1850 až 1855 byl podřízen politické pravomoci Podkrajského úřadu v Dačicích. Po vzniku smíšených okresních úřadů s politickou a soudní pravomocí byl v letech 1855 až 1868 podřízen Okresnímu úřadu v Dačicích. Když byly v roce 1868 veřejná správa a soudnictví opět odděleny, vrátil se pod politickou pravomoc Okresního hejtmanství v Dačicích, od roku 1919 okresní správy politické a od roku 1928 okresního úřadu v Dačicích. Od roku 1911 do roku 1938 byl podřízen Okresnímu soudu ve Slavonicích. Po okupaci pohraničí nacistickým Německem byl od října 1938 do května 1945 podřízen Landratu ve Waidhofenu an der Thaya, říšská župa Dolní Dunaj a v soudnictví Amtsgerichtu ve Slavonicích. Po osvobození v květnu 1945 náležel pod Okresní národní výbor v Dačicích a v jeho rámci od roku 1949 pod nově zřízený Jihlavský kraj. Po územní reorganizaci v polovině roku 1972 byl Stálkov s moravským Slavonickem začleněn pod správní okres Jindřichův Hradec. Samostatnou obcí byl Stálkov až do 30. června 1972, když se od 1. července 1972 stal částí Slavonic. Po zrušení Okresního úřadu v Jindřichově Hradci spadá od roku 2003 pod pověřený Městský úřad v Dačicích.

## Škola

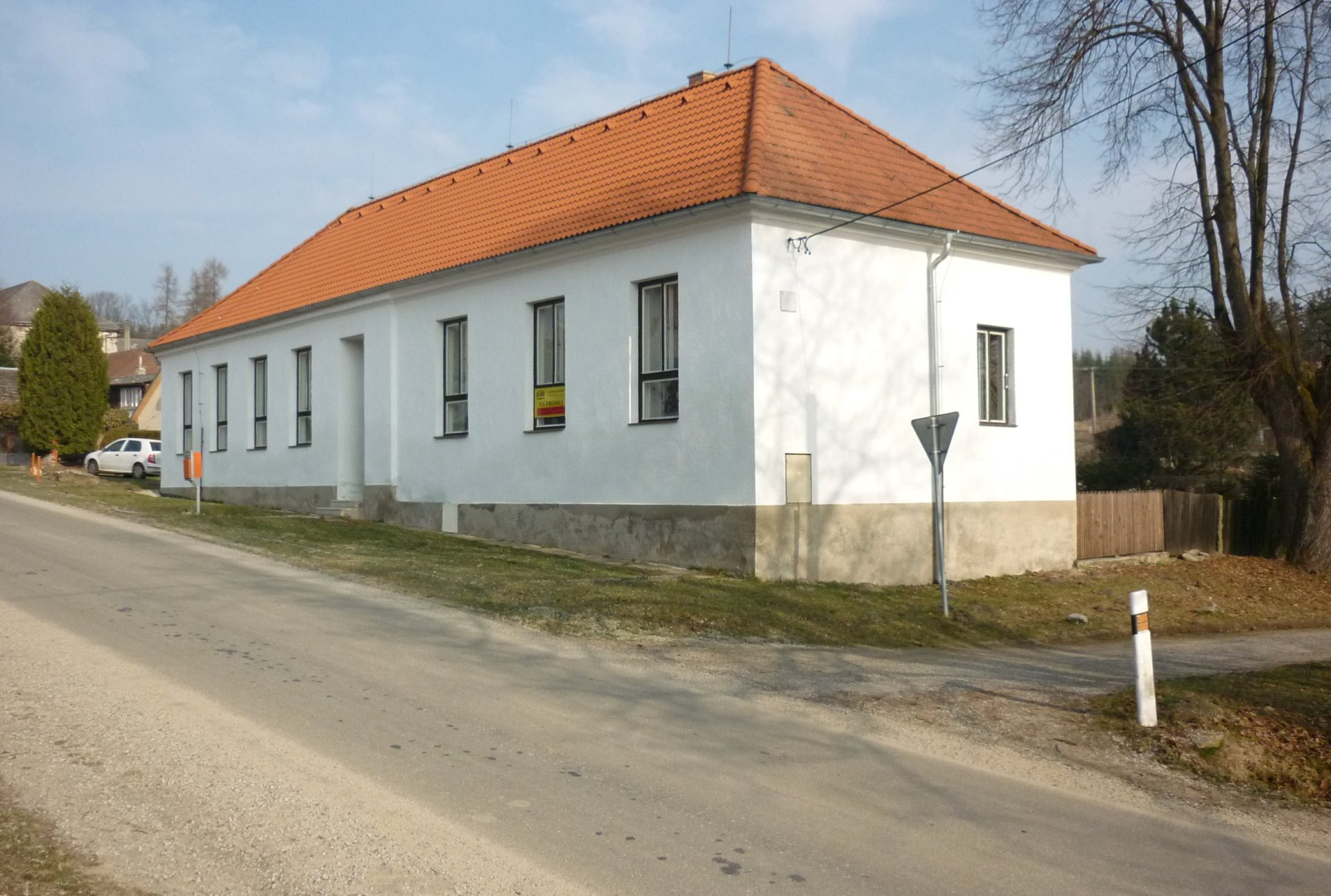
Budova bývalé školy

V roce 1938 v době okupace v budově zdejší školy bydleli vojáci, kteří školu pobořili. Po odsunu Němců, bylo ve Stálkově jen hodně málo dětí, a tak se škola nezprovoznila. Děti chodily do školy do Starého Města, které je vzdáleno od Stálkova čtyři kilometry.
Po nějaké době se do Stálkova začali stěhovat nové české rodiny a od roku 1956 se ve zdejší škole opět vyučovalo. Do školy bylo zapsáno 12 dětí a řídícím učitelem byl Karel Tomšík. Později sem docházel ředitel z národní školy ve Stoječíně Richard Novák. Tento učitel zde učil jen do konce ledna 1958, poté museli žáci opět dojíždět do Starého Města. Rodiče se však zasadili o další znovu zprovoznění, a tak byla škola vybavena novým nábytkem a uvedena do chodu již v září roku 1958. Jejím novým řídícím učitelem se stala Milada Drábová.
V roce 1972 škola zanikla, z důvodu nedostatku dětí. V obecní kronice obce Stálkov je uvedeno doslovně toto: "V roce 1972 v měsíci srpnu, je dohodnuto se zástupci ONV z Jindřichova Hradce a zástupci MNV ve Starém Městě na straně jedné, a s rodiči všech dětí na straně druhé, že se v osadě Stálkov uzavře jednotřídní škola pro malý počet žáků v počtu 7 dětí, neb 5 dětí starších dochází již do Starého Města, kde byla postavena nová škola devítitřídní. Je též dohodnuto, že autobus bude dopravovati dětí do školy i ze školy."

## Pamětihodnosti
- Kaple svatého Víta z 19. století na návsi
- Kamenný kříž z roku 1839 před kapličkou
- Pomník padlým ve druhé světové válce a k osvobození v květnu 1945
- Kamenný kříž z roku 1897 při cestě do Českého Rudolce

### Ochranné pásmo zříceniny státního hradu Landštejn
V katastrálním území Stálkov je ochranné pásmo zříceniny státního hradu Landštejn.

## Fotogalerie

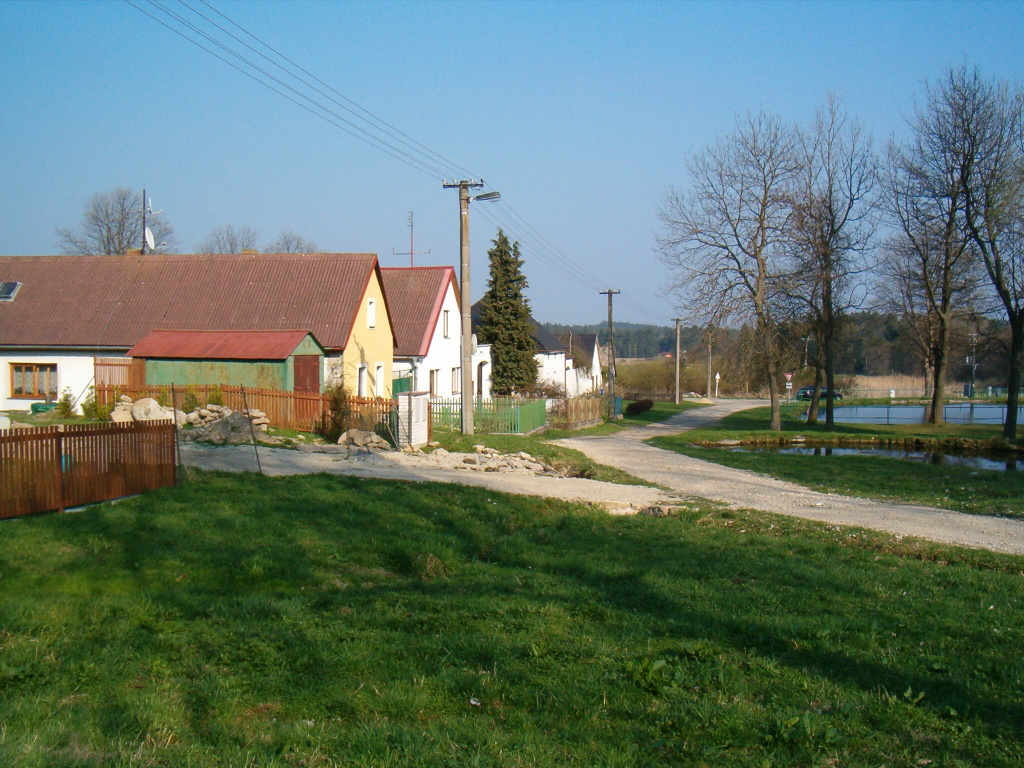
Severní část návsi
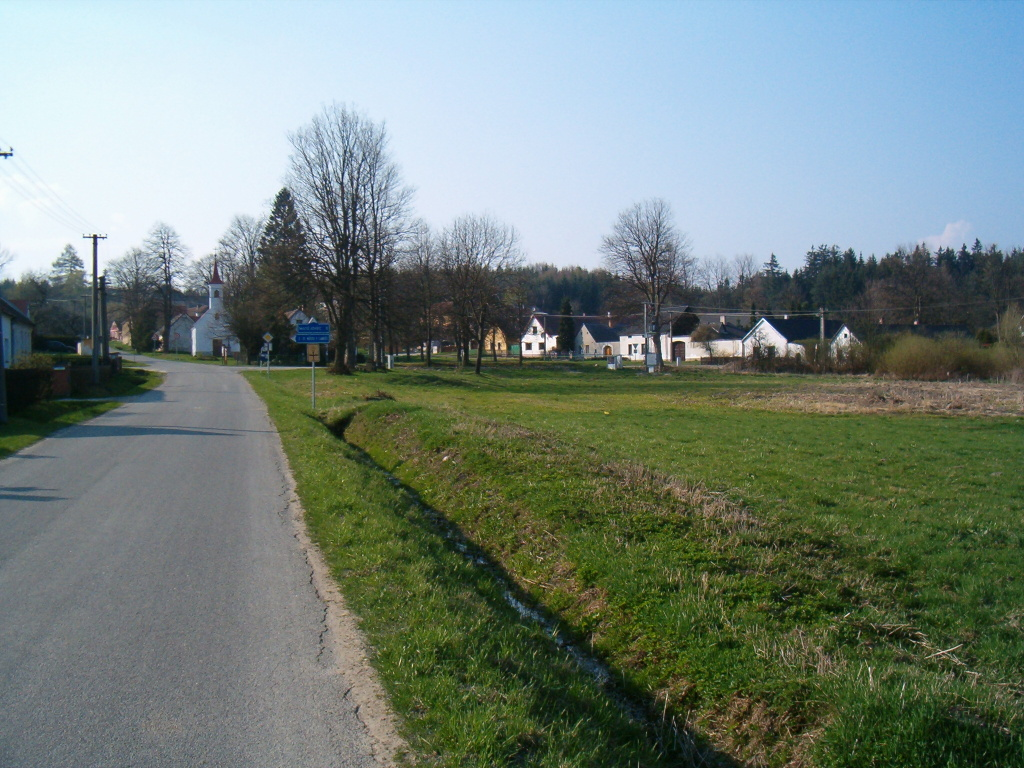
Pohled na vesnici při příjezdu od Slavonic
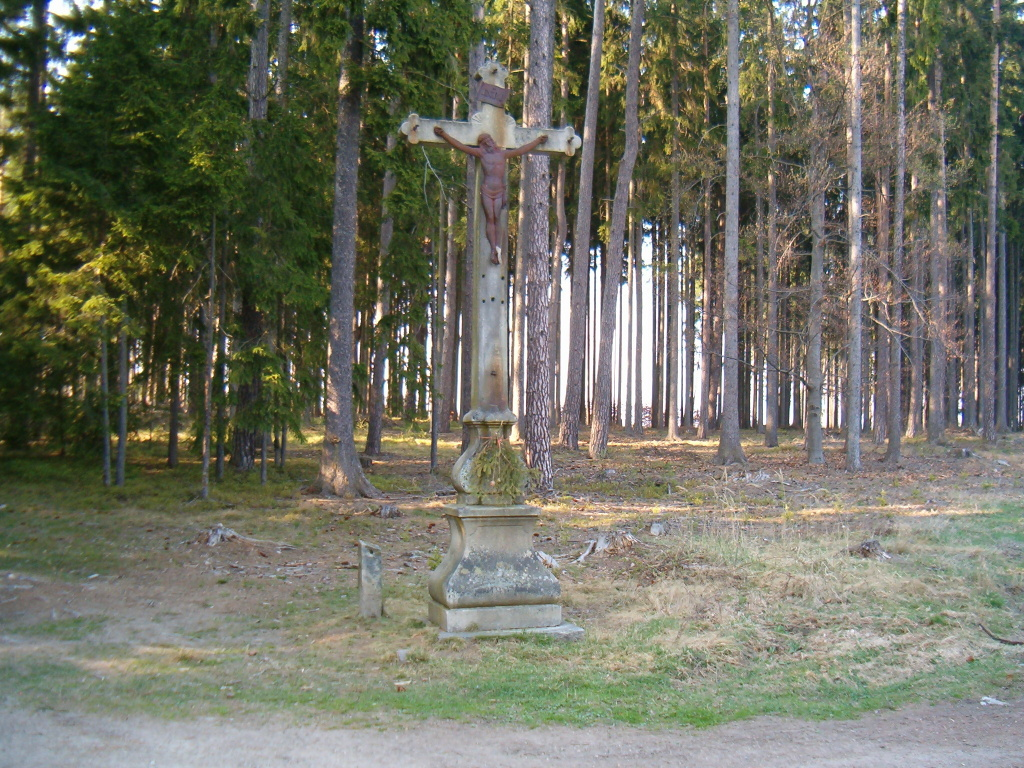
Kamenný kříž při cestě do Českého Rudolce